# محمد بن عبد القوى بن عباس
محمد بن عبد القوى بن عباس زعيم قبلي، تولى رياسة بني توجين في المغرب الأوسط بعد وفاة أبيه سنة 647 هـ. كانت بينه وبين يغمراسن بن زيان فتن وحروب، وناصر بني مرين  كما كان له نشاط جهادي أثناء الحملة الصليبية الثامنة  بتونس مساندة للدولة الحفصية توفي عام  684 هجري

## حياته

### نسبه
- محمد بن عبد القوي بن عبد الرحمن بن ادريس بن سليمان بن موسى بن عبد الله بن جعفر الصادق.

## نشاطه السياسي والعسكري

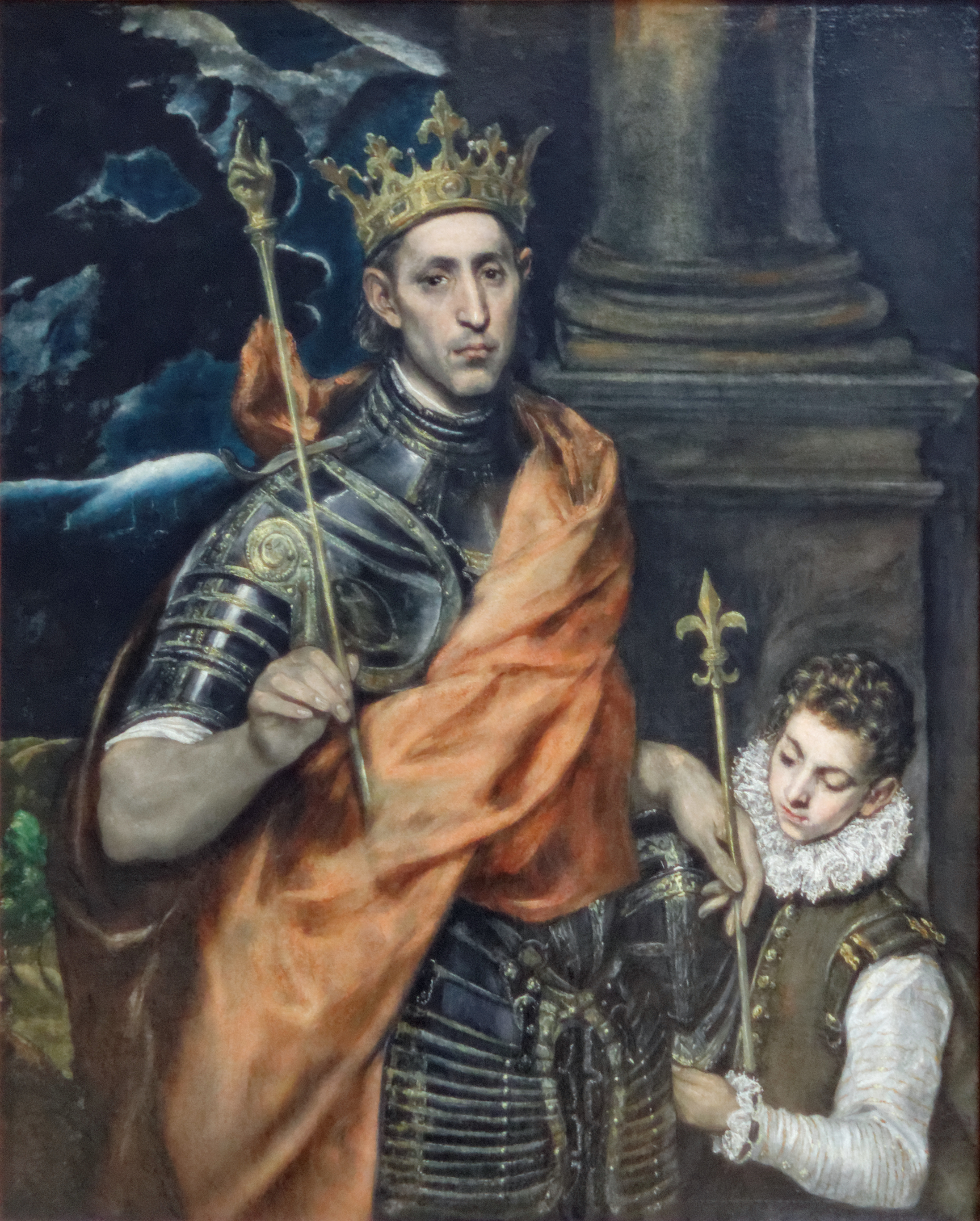
الملك لويس التاسع

سجل العلامة عبد الرحمن بن خلدون نشاط محمد بن عبد القوي إذ يقول عنه :
| محمد بن عبد القوى بن عباس | تول بعد وفاة عبد القوي بن عباس ابنه يوسف فمكث في تلك الامارة اسبوعا ثم قتله على جدث أبيه أخوه محمد بن عبد القوى ولى عهد أبيه سابع مواراته وفر ابنه صالح بن يوسف إلى بلاد صنهاجة بجبال لمدية فأقام بها هو وبنوه واستقل محمد برياسة بنى توجين واستغلظ ملكه وكان الفحل الذي لا يقرع أنفه ونازعه يغمراسن أمره ونهض إلى حربه سنة 649 هجري وعمد إلى حصن تافركينت فنازله وبه يومئذ حافده على بن زيان بن محمد في عصابة من قومه فحاصره أياما وامتنعت عليه فارتحل عنها ثم تواضعوا أوزار الحرب ودعاه يغمراسن إلى مثل ما دعا إليه أباه من غزو بنى مرين في بلادهم فأجاب ونهضوا سنة 657 هجري ومعهم مغراوة فانتهوا إلى كلدمان ما بين تازى وأرض الريف ولقيهم يعقوب بن عبد الحق في جموعه فانكشفوا ورجعوا منهزمين إلى بلادهم كما ذكرناه وكانت بينه وبين يغمراسن بعد ذلك فتن وحروب فنازله فيها بجبل وانشريس مرات وجاس خلال وطنه ولم يقع بعدها بينهما مراجعة لاستبداد يغمراسن بالملك وسموه إلى التغلب على زناتة أجمع وبلادهم وكانواجميعا منحاشين إلى الدولة الحفصية وكان محمد بن عبد القوى كثير الطاعة للسلطان المستنصرالحفصي(ولما نزل) النصارى الافرنجة بساحل تونس سنة ثمان وستين 668 هجري وطمعوا في ملك الحضرة بعث المستنصر إلى ملوك زناتة بالصريخ فصرفوا وجوههم إليه وخف من بينهم محمد بن عبد القوى في قومه ومنالحملة الصليبية الثامنة على تونس 1270 ماحتشد من أهل وطنه ونزل على السلطان بتونس وأبلى في جهاد العدو أحسن البلاء وكانت له في أيامه معهم مقامات مذكورة ومواقف" | محمد بن عبد القوى بن عباس |

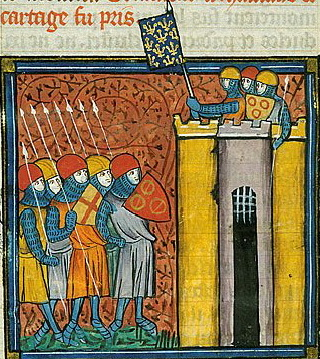
الحملة الصليبية الثامنة على تونس 1270 م

وفي 670 هجري بعد ان ارتحل الفرنجة وموت ملكهم لويس التاسع عن تونس أخذ محمد بن عبد القوى في الانصراف إلى وطنه أسنى السلطان جائزته وعم بالإحسان وجوه قومه وعساكره وأقطعه بلاد مغراوة وأوماش من وطن الزاب وأحسن متقلبه ولم يزل بعد ذلك معتقلا بطاعته مستظهرا على عدوه بالانحياش إليه ولما استغلظ بنو مرين على يغمراسن بعد استيلائهم على أمصار المغرب واستبدادهم بملكه وصل محمد يده بهم في الاستظهار على يغمراسن وأوفد ابنه زيان بن محمد عليهم ولما نهض يعقوب بن عبد الحق إلى تلمسان سنة سبعين وأوقع بيغمراسن في الوقيعة التي هلك فيها ابنه فارس نهض محمد بن عبد القوى للقائه ومر في طريقه بالبطحاء وهى يومئذ ثغر لاعمال يغمراسن فهدمها ولقى يعقوب بن عبد الحق في ساحة تلمسان مباهيا بآلته فأكرم يعقوب وفادته وبر مقدمه ونازلوها أياما فامتنعت عليهم وأجمعوا على الإفراج وتأنى لهم يعقوب بن عبد الحق متلوما عليها إلى أن يلحق محمد وقومه بلادهم حذرا عليهم من غائلة يغمراسن ففعل وملا حقائبهم باتحافه وجنب لهم مائة من الجياد العتاق بالمراكب الثقيلة وأراح عليهم ألف ناقة حلوب وعمهم بالصلات والخلع الفاخرة واستكثر لهم من السلاح والفازات والاخبية والعملان وارتحلوا ولحق محمد بن عبد القوى بمكانه من جبل وانشريس واتصلت حروبه مع يغمراسن وكثر اجلابه على وطنه وعيثه في بلاده وهو مع ذلك مقيم على موالاة يعقوب واتحافه بالعتاق من الخيل والمستجاد من الطرف

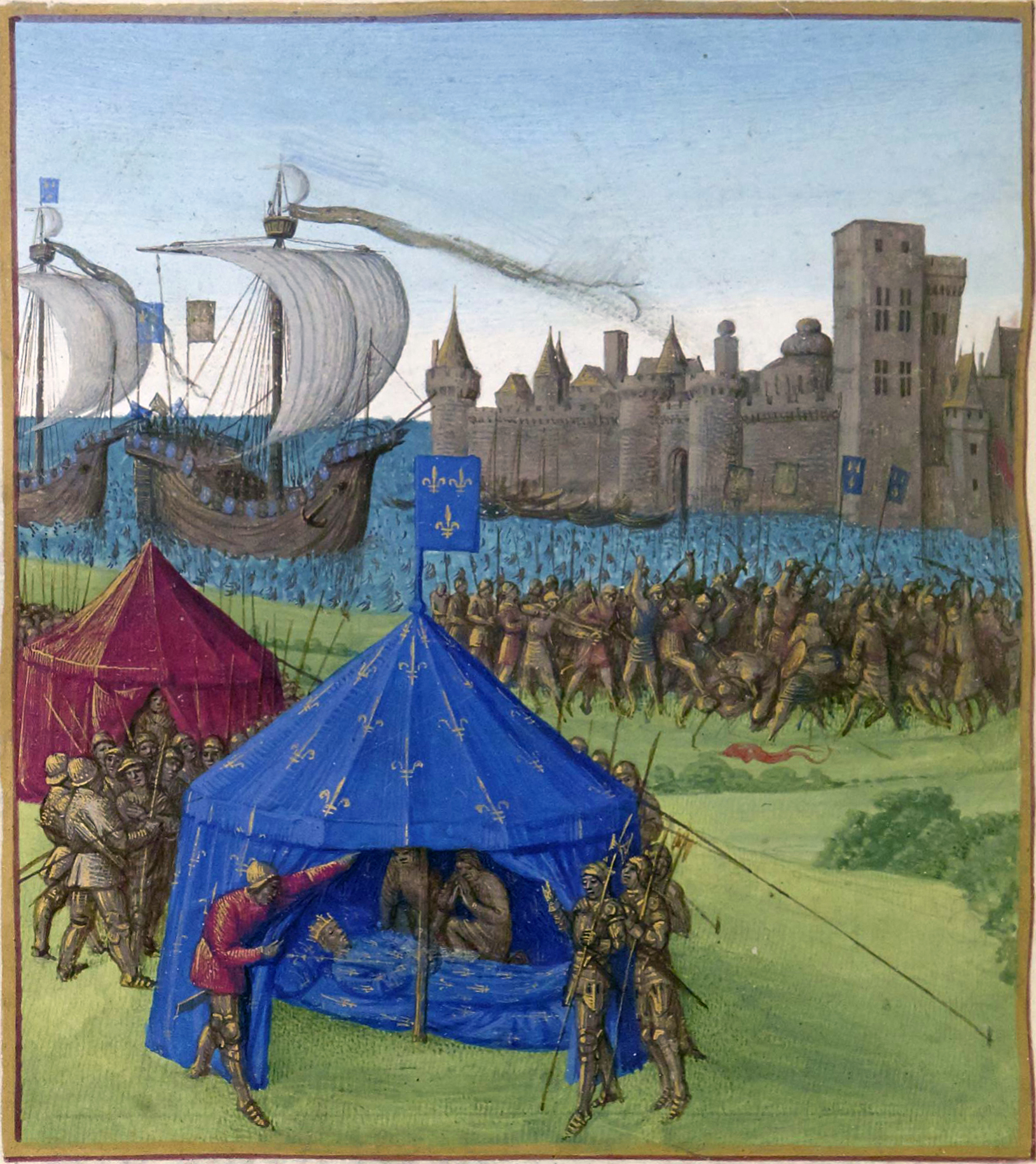
وفاة الملك لويس التاسع داخل خيمته بمرض الزحار أثناء حصار تونس 1270م

حتى ان يعقوب إذا اشترط على يغمراسن في مهادنته جعل سلمهم من سلمه وحربهم من حربه وبسببهم كان نهوض يعقوب بن عبد الحق سنة 680هجري لما اشترط عليه ذلك ولج في قبوله فنهض إليه واوقع به بخرزوزة ثم أناخ عليه بتلمسان ووافاه هنالك محمد بن عبد القوى فلقيه بالقصاب وعاثوا في نواحى تلمسان نهبا وتخريبا ثم أذن يعقوب لمحمد وقومه في الانطلاق إلى بلادهم وتلوم هو بمكانه من ضواحي تلمسان مدة منجاتهم إلى مكانهم من وانشريس حذرا عليهم من اعتراض يغمراسن ولم يزل شأنهما ذلك إلى أن هلك يغمراسن بسدلونة من بلاد مغراوة خاتمة681 هجري وفى خلال ذلك استغاظ بنو مرين على بنى عبد الواد واستوسق لمحمد هذا ملكه فتغلب على أوطان صنهاجة بجبال لمدية وأخرج الثعالبة من جبل تيطرى بعد أن غدر بمشيختهم وقتلهم فانزاحوا عنه إلى بسائط متيجة وأوطنوها واستولى محمد على حصن لمدية وهو المسمى بأهله لمدية بفتح اللام والميم وكسر الدال وتشديد الياء بعدها وهاء النسب في آخرها وهم بطن من بطون صنهاجة وكان المختط لها بلكين بن زيرى ولما استولى محمد عليها وعلى ضواحيها انزل أولاد عزيز بن يعقوب من حشمه بها وجعلها لهم موطنا وولاية.
كما قام بإخرج الثعالبة من جبل تيطري،  بعد ان غدر بمشيختهم وقتلهم، كما استولى على حصن المدية. وأردف بن خلدون قائلا :
| محمد بن عبد القوى بن عباس | واستغلظ ملكه، وكان الفحل الذي لا يقرع أنفه، اتصل ملكه في ضواحي المغرب الاوسط ما بين مواطن بني راشد إلى بلاد صنهاجة بنواحي المدية، وما في قبلة ذلك من بلاد السرسو وجباله إلى أرض الزاب .. وكان يبعد الرحلة في مشتاه فينزل الدوسن ومقرة والمسيل | محمد بن عبد القوى بن عباس |

## وفاته
بعدموت يغمراسن سنة 681هـ وتولى بعده ابنه عثمان بن يغموراسن، فزحف بجيوشه على مواطن محمد سنة 683هـ وحاصره بجبل ونشريس، فامتنع عليه، فعاث في نواحي وطنه ثم عاد إلى تلمسان. ومات محمد بعد ذلك في 685 هجري .